# Eurema upembana
Eurema upembana är en fjärilsart som först beskrevs av Berger 1981.  Eurema upembana ingår i släktet Eurema och familjen vitfjärilar. Inga underarter finns listade i Catalogue of Life.